# 마음의 소리 (시트콤)
《마음의 소리》는 2016년 11월 7일부터 2016년 11월 28일까지 네이버 TV에서 공개된 웹드라마이며, KBS 2TV에서 2016년 12월 9일부터 2017년 1월 6일까지 방영된 금요시트콤이기도 하다. 네이버 웹툰 《마음의소리》를 원작으로 하고 있으나, 상당 부분의 설정이 더욱 코믹하게 하기 위해 시트콤 제작진에 의해 각색되었다. 그리고 현재 넷플릭스에서 볼 수 있다.
2017년 10월 13일 리부트 작인 《마음의 소리 리부트》 제작이 발표되었다.

## 줄거리
주인공 조석과 상상 이하의 가족들이 펼치는 일상이 어드벤처인 요절복통 이야기

##### 1화
에피소드#1 집으로
인민군 조철왕과 하의(완전)실종 조석. 수상한 부자의 눈물 나는 귀가 소동!
에피소드#2 나 그래도 있기로 했네
조석이 사라졌다?! 의도치 않게 옷장 속으로 가출(?)하게 된 그의 생존기

##### 2화
에피소드#1 쉰(50)세계
두 치킨집의 소리 없는 전쟁에 휘말려든 조석
에피소드#2 도플갱어
조철왕이 바람을 피운다?! 남편을 미행하기 시작한 권정권여사

##### 3화
에피소드#1 연애고좌의 게임
제대로 된 연애라고는 해본 적 없는 조석과 애봉, 두 사람의 황당무개 데이트 스토리
에피소드#2 꼭 한번 해보고 싶었어
가장의 권위를 되찾기 위해 노력하는 조철왕! 이상하게 이웃들이 괴로워진다.

##### 4화
에피소드#1 깁스 애봉
양팔에 깁스를 하게 된 애봉이. 눈치 없는 조석의 행동은 결국 그녀의 본성을 깨운다.
에피소드#2 애봉이 생일파티
애봉이 생일날, 예상치 못한 애봉이 부모님의 등장에 놀란 조석의 대처법은?

##### 5화
에피소드#1 대륙의 화재
중국으로 출장을 간 조준.. 그가 있는 호텔에 불이 났다?!
에피소드#2 오늘 만화 쉽니다
웹툰 <마음의 소리> 연재 최대의 위기?! 대망의 마지막 회!!

## 등장 인물

### 주요 인물
- 이광수 : 조석 역
- 김대명 : 조준 역 (아역 : 박상훈) - 조석의 형
- 정소민 : 최애봉(최나래) 역 - 조석의 여자친구
- 김병옥 : 조철왕 역 - 조석의 아버지
- 김미경 : 권정권 역 - 조석의 어머니

### 그 외 인물
- 김강현 : 담당자 역
- 예인 : 여학생 역
- 유민 : 설 역
- 이재욱 : 선생님 역
- 유현종 : 조석의 친구 역
- 박하연 : 시녀 역
- 최윤빈 : 아저씨 1 역
- 송인섭 : 아저씨 2 역
- 김윤홍 : 어사 역
- 장효진 : 감독 역
- 김재흠 : 고용주 역
- 이재은 : 입주자 역
- 김지은 : 여주 1 역
- 문지희 : 김지은 역
- 반혜라 : 중년부인 1 역
- 오정원 : 중년부인 2 역
- 이율 : 여직원 역
- 주부진 : 할머니 역
- 최대성 : 택시기사 역
- 성찬호 : 마을사람 1 역
- 이승민 : 마을사람 2 역
- 최정선 : 이승민 역
- 박익준 : 행인 1 역
- 남상란 : 행인 2 역
- 김민규 : 군인 1 역
- 박상우 : 군인 2 역
- 조성훈 : 청년 역
- 신희철 : 커플남 역
- 인아 : 커플여 역
- 이예린 : 승객 1 역
- 임지현 : 승객 2 역
- 서보익 : 경찰 1 역
- 서진원 : 경찰 2 역
- 옥주리 : 김선권 / 아줌마 1 역
- 신재도 : 김규심 역
- 정지원 : 뉴스 아나운서 역
- 홍태선 : 사회자 역
- 서정준 : 동창 1 역
- 최민주 : 동창 2 역
- 황주호 : 직원 역
- 이우진 : 인터뷰어 역
- 인성호 : 협회 직원 역
- 금광산 : 철왕 수하 역
- 나석주 : 멕치킨 직원 1 역
- 임욱진 : 멕치킨 직원 2 역
- 박도준 : 조교 역
- 석현 : 브리핑남 역
- 김준표 : 배달원 역
- 김성강 : 중국인 역
- 하이석 : 통역 역
- 신연미 : 애봉 친구 역
- 김성호 : 근육몸 역
- 양진우 : 마른몸 역
- 홍혜령 : 아줌마 2 역
- 구슬아 : 영어학원 직원 역
- 이진목 : 철왕 친구 1 역
- 이관영 : 철왕 친구 2 역
- 이채린 : 클럽녀 1 역
- 이유진 : 클럽녀 2 역
- 정수라 : 클럽녀 3 역
- 허현정 : 클럽녀 4 역
- 홍지수 : 클럽녀 5 역
- 김현아 : 애엄마 역
- 윤석호 : 아이 역
- 황보정일 : 가드 역
- 이세영 : 여자 1 역
- 이승연 : 여자 2 역
- 전정관 : 웨이터 역
- 유성균 : 남자 1 역
- 유창균 : 남자 2 역
- 조영훈 : 남자 3 역
- 조장연 : MC 역
- 임재준 : 김숙 남친 역
- 박경혜 : 애봉 친구 1 역
- 김나희 : 애봉 친구 2 역
- 홍서준 : 신부 역
- 김민호 : 서부욱 역
- 김한종 : 서울대 역
- 손영순 : 할머니 역
- 유장영 : 피디 역
- 한여울

### 특별출연
- 조석 : 조 작가 역
- 염동헌 : 이 부장 역
- 송중기 : 조석 친구 역
- 서현철 : 오 차장 역
- 최양락 : 사진 작가 역
- 문경자 : 녹즙 아줌마 역
- 김숙 : 김숙 역
- 강균성 : 강균성 역
- 정이랑 : 노안녀 역
- 박나래 : 박나래 역
- 윤진이 : 페이크녀 역
- 김뢰하 : 멕 사장 역
- 이수지 : 보이스 피싱 역
- 김민경 : 헌팅녀 역
- 이용녀 : 주인 할머니 역
- 우현 : 애봉의 아버지 역
- 조련 : 애봉의 어머니 역
- 김종국 : 어린 종국 1 역 (아역 : 이지호)
- 김종국 : 어린 종국 2 역 (아역 : 이지환)
- 공승연 : 예림 역
- 김태원 : 김태원 역
- 신동엽 : 신동엽 역
- 전현무 : 전현무 역
- 박정현 : 가수 1 역
- 박슬기 : 가수 2 역
- 정준영 : 옆집남 역
- 김세정 : 옆집녀 역
- 라붐 : 옆집에 이사온 걸그룹 역
- 문지윤 : 동료 역
- 차오루 : 중국 여배우 역

## 시청률
최저 시청률과 최고 시청률은 지역별로 시청률에 차이가 있을 수 있습니다.
| 2016년      | 2016년      | 2016년         | 2016년       | 2016년         | 2016년       |
| 회차        | 방송일      | TNmS 시청률    | TNmS 시청률  | AGB 시청률     | AGB 시청률   |
| 회차        | 방송일      | 대한민국(전국) | 서울(수도권) | 대한민국(전국) | 서울(수도권) |
| ----------- | ----------- | -------------- | ------------ | -------------- | ------------ |
| 제1회       | 12월 9일    | 4.9%           | 5.4%         | 5.7%           | 6.2%         |
| 제2회       | 12월 16일   | 3.9%           | 4.7%         | 3.4%           | 4.2%         |
| 제3회       | 12월 23일   | 3.9%           | 4.4%         | 4.2%           | 4.7%         |
| 제4회       | 12월 30일   | 4.4%           | 5.0%         | 4.3%           | 4.9%         |
| 2017년      |             |                |              |                |              |
| 제5회       | 1월 6일     | 4.2%           | 4.4%         | 4.7%           | 4.9%         |
| 평균 시청률 | 평균 시청률 | 4.3%           | 4.8%         | 4.5%           | 5.0%         |
|             |             |                |              |                |              |
| 스페셜      |             |                |              |                |              |
| 특별판      | 1월 13일    | %              | %            | %              | %            |

## 이모저모
- 당초 이경영이 조철왕, 박미선이 권정권 여사 역으로 낙점되었으나 무산됐다.[4]

## 같이 보기
- 마음의 소리: 얼간이들